# Храм святителя Луки Симферопольского (Чехов)
Храм святителя Луки Симферопольского — приходской православный храм в микрорайоне Венюково города  Чехов (Московская область). Относится к Чеховскому благочинию Подольской епархии Русской православной церкви.
С 2012 года действует временный деревянный храм, расположенный на территории Чеховской районной больницы № 2. С августа 2013 года продолжается строительство каменного храма.

## История
В бывшем посёлке, а теперь крупном чеховском микрорайоне Венюково, обособленном от остального города, долгое время отсутствовал приходской храм. Ближайшая церковь располагалась в соседнем посёлке. Пока не было храма, водосвятные молебны проходили в фойе местной больницы (сейчас это Чеховская районная больница № 2). В 2009 году по инициативе главного врача больницы А. А. Шаклунова (ставшим впоследствии помощником полномочного представителя Президента Российской Федерации в Центральном федеральном округе) для церкви был выделен участок земли, на котором началось строительство временного деревянного храма. Его посвятили святителю Луке Симферопольскому (Войно-Ясенецкому) — врачу в мирской жизни. Помощь в строительстве оказывал приход Анно-Зачатьевского храма — центрального храма города Чехов и Чеховского благочиния.
Первая Божественная литургия в новом деревянном храме прошла 7 января 2012 года, приход храма бы зарегистрирован государством в 2013 году.
Постоянный каменный храм был заложен 30 августа 2013 (по другим источникам — 31 августа). Эскиз проекта создал архитектор А. А. Осипов при участии А. П. Городничего. За архитектурную часть будущей церкви взялось чеховское проектное бюро «Леко-Проект», Елена Наваррская стала главным архитектором этого проекта. Согласно архитектурному плану каменная церковь после окончания строительства должна стать архитектурной доминантой микрорайона Венюково.

## Архитектура храма
Строящийся каменный храм будет двухэтажной пятиглавой церковью.

## Современность
При храме действует воскресная школа и иконная лавка.

### Духовенство
В ноября 2012 года настоятелем храма назначен Дионисий Пугачёв. На 2022 год священниками храма также являются Андрей Пугачёв и Михаил Гимонов.